# Анипкин, Александр Михайлович
Алекса́ндр Миха́йлович Ани́пкин (22 июня 1940, хутор Верхняя Соинка, Урюпинский район, Сталинградская область — 26 февраля 2014, Волгоград) — советский и российский партийный и государственный деятель, первый секретарь Волгоградского обкома КПСС (1990—1991). Кавалер ордена Ленина. Народный депутат РСФСР (1990—1993).

## Биография
В 1963 году окончил Воронежский лесотехнический институт и в 1969 году — Высшую партийную школу при ЦК КПСС. Кандидат философских наук.
- 1956—1959 гг. — плотник, инспектор охраны леса Добринского лесхоза Урюпинского района Волгоградской области,
- 1959—1961 гг. — второй секретарь Добринского райкома ВЛКСМ Волгоградской области, заведующий отделом культуры Добринского райисполкома,
- 1961—1962 гг. — инженер Добринского лесхоза,
- 1962—1967 гг. — инструктор, заведующий отделом, секретарь, второй секретарь Волгоградского обкома ВЛКСМ,
- 1967—1969 гг. — слушатель ВПШ при ЦК КПСС,
- 1969—1973 гг. — инструктор Волгоградского обкома КПСС, второй секретарь Даниловского районного комитета КПСС,
- 1973—1985 гг. — первый секретарь Урюпинского городского комитета КПСС,
- 1985—1988 гг. — секретарь Волгоградского обкома КПСС,
- 1988—1990 гг. — первый секретарь Волгоградского городского комитета КПСС,
- 1990—1991 гг. — первый секретарь Волгоградского обкома КПСС.

Избирался делегатом XXV и XXVIII съездов КПСС. На последнем (XXVIII) съезде КПСС был членом редакционной комиссии по выработке новой Программы партии. На том же съезде по инициативе группы первых секретарей обкомов сибирских регионов выдвигался на должность заместителя Генерального секретаря ЦК КПСС (этот пост был введён на съезде), но до голосования процесс выдвижения доведён не был. В итоге заместителем Генерального секретаря стал В. А. Ивашко, до этого занимавший должность первого секретаря ЦК Компартии Украины. Член ЦК КПСС в 1990—1991 годах. В 1990—1993 годах — народный депутат РСФСР.
После распада СССР и ухода с партийных и государственных постов создал Волгоградский Фонд поддержки индивидуального жилищного строительства на селе (1996), позже переименованный в Волгоградский областной фонд жилья и ипотеки. В качестве создателя Фонда стоял у истоков развития ипотечного кредитования в Российской Федерации, многое сделал для развития этого института. В июле 2010 года ушёл с поста директора Фонда.
Похоронен на Димитриевском кладбище в Волгограде.
Сын А. М. Анипкина Михаил (род. 1972) — учёный-социолог, выпускник ВолГУ, доктор наук.

## Награды и звания
Награждён орденом Ленина, орденом Трудового Красного Знамени, медалями «За доблестный труд. В ознаменование 100-летия со дня рождения В. И. Ленина», «Ветеран труда». Награждён медалями иностранных государств. Почётный гражданин Урюпинского района (2008).

## Сочинения
- Я был последним Первым. — Волгоград: АО «Ведо», 1991. — 84,[10] с. : ил. — ISBN 5-86760-004-1[2][3][4][5]